# Виктория (Гуанахуато)
Виктория (исп. Victoria) — посёлок и административный центр одноимённого муниципалитета в мексиканском штате Гуанахуато. Численность населения, по данным переписи 2010 года, составила 2 564 человека.

## История
Первое основание посёлка произошло в начале XVI века, но он был сожжен индейцами чичимеками. В 1550 году было решено восстановить и укрепить это поселение, сделав из него крепость.